# Höchberg
Höchberg è un comune mercato, situato nel land della Baviera, in Germania.

## Storia
Il 27 luglio 1990 il comune di Höchberg assunse lo status di comune mercato.